# Lamstedt
Lamstedt est une commune allemande de l'arrondissement de Cuxhaven, dans le land de Basse-Saxe.

## Personnalités
- Wolfgang Rolff, footballeur allemand